# Castiglianizzazione
La castiglianizzazione (in spagnolo castellanización) è un processo di assimilazione alla cultura spagnola, solitamente accompagnato dall'evangelizzazione, che ha come riferimento linguistico il castigliano (oggi internazionalmente conosciuto come spagnolo). Un altro sinonimo, meno comune, del termine, spagnolizzazione (españolización), viene fatto risalire al XX secolo.

## Storia
Inizialmente, la castiglianizzazione fu un fenomeno prettamente iberico: iniziò nell'ambito della reconquista e dell'unificazione nazionale spagnola, portando tra l'altro all'espulsione degli ebrei e dei mori dalla penisola iberica.
Si estese in seguito anche alle colonie, dove prenderà il nome di ispanizzazione (hispanización) o, più raramente, ispanicizzazione. In seguito, alcuni paesi della cosiddetta ispanità americana hanno dato vita a derivati della castiglianizzazione (talvolta - come denuncia al colonialismo spagnolo, complice la leggenda nera spagnola - in netta opposizione ad essa), tra cui la messicanizzazione e la colombianizzazione.